# Eldorado Gold
Eldorado Gold Corporation (TSX : ELD) est une société anonyme avec appel public à l'épargne dont le siège social est basé à Vancouver (Canada) active dans le secteur minier, l'exploration et le développement de concessions minières essentiellement aurifères en Turquie, en Grèce, et au Canada.
Elle est cotée sur le NYSE et le Toronto Stock Exchange.

## Développement
C'est sous le nom de Eldorado Corporation que cette société a d'abord été enregistrée aux Bermudes le 2 avril 1992, par un groupe d'entrepreneurs auparavant associés dans Bema Gold. L'objectif était de rendre exploitable commercialement la mine d'or de La Colorada située au Mexique, ce qui fut fait en 1994. Un autre site mexicain, La Trinidad, devient exploitable en 1997. Du fait de la chute des cours du métal en 1998, les sites sont revendus.
En avril 1996, la société est renommée Eldorado Gold Corporation et inscrite à Vancouver.
La production passe de 64 298 onces d'or en 2005 à 632 539 onces d'or en 2010, soit un peu moins de 20 tonnes.
Eldorado Gold a fait l'acquisition en 2011 de la société European Goldfields (en) qui exploitait des sites aurifères situés en Europe. Elle a également par le passé fait l'acquisition d'actifs majoritaires dans des sociétés comme Afcan Mining Corporation, Brazauro Resources, HRC Developments Corporation, Integra Gold, et Sino Gold Mining (en).
En 2016, l'ensemble des actifs chinois d'Eldorado Gold est revendu à China National Gold Group Corporation (en) pour un montant de 900 millions d'USD, représentant une perte de production de 292 971 onces d'or en 2017. En 2018, aucun dividende n'est versé aux actionnaires, quand certains cadres de l'exécutif reçoivent en dépit de faibles résultats, d'importantes compensations financières.

## Sites exploités en 2020
Eldorado Gold exploite 5 sites :
- Canada : mine aurifère de Lamaque (Val-d'Or, Québec)[7].

- Grèce : la mine aurifère d'Olympias[8] et la mine non-aurifère de Stratoni (Ag, Pb, Zn)[9].

- Turquie : deux mines aurifères, Kışladağ (Uşak)[10] et Efemçukuru (İzmir)[11].

## Projets d'exploitation
4 projets en phase d'exploration et/ou développement en Amérique du Sud et en Europe :
- la mine aurifère de Tocantinzinho (Paraná) au Brésil[12].

- en Grèce :
  - site de Skouries, mine d'or et de cuivre, retardé à cause d'une crise environnementale en 2013-2017 qui a mobilisé l'opinion[13].
  - site aurifère de la colline de Perama (sud de Komotiní)[14].

- la mine d'or et d'argent de Certej en Roumanie (județ de Hunedoara)[15].

## Principaux actionnaires
Au 15 mars 2021 :
| Nom                                        | Actions    | %      |
| Van Eck Associates Corp.                   | 19 711 613 | 11,3 % |
| BlackRock Investment Management (UK) Ltd.  | 10 381 237 | 5,94 % |
| Helikon Investments Ltd.                   | 7 238 744  | 4,14 % |
| Renaissance Technologies LLC               | 6 546 733  | 3,75 % |
| Lansdowne Partners (UK) LLP                | 5 580 325  | 3,19 % |
| Templeton Global Advisors Ltd.             | 5 061 694  | 2,90 % |
| The Vanguard Group                         | 4 179 484  | 2,39%  |
| Banque royale du Canada                    | 4 013 035  | 2,30 % |
| BlackRock Asset Management North Asia Ltd. | 3 795 019  | 2,17%  |
| Toronto Dominion (South East Asia) Ltd.    | 3 740 009  | 2,14 % |